# Pascal Elie
Pour les articles homonymes, voir Élie (homonymie).
Pascal Elie est un homme politique français né le 10 janvier 1748 à Pau (Pyrénées-Atlantiques) et décédé le 13 juin 1837 à Lucq-de-Béarn (Pyrénées-Atlantiques).

## Biographie
Son père, liquoriste, était originaire du village de Ghazir, dans le Mont-Liban.
Parti faire fortune à Saint-Domingue, il revient en France en 1788. Administrateur du département des Basses-Pyrénées sous la Révolution, il est maire de Lucq-de-Béarn de 1807 à 1816 et de 1820 à 1837 et est à plusieurs reprises sous-préfet par intérim. Il est député des Basses-Pyrénées en 1815, pendant les Cent-Jours.